# Tanaecia obscurata
Tanaecia obscurata är en fjärilsart som beskrevs av Hans Fruhstorfer 1913. Tanaecia obscurata ingår i släktet Tanaecia och familjen praktfjärilar. Inga underarter finns listade i Catalogue of Life.